# Törékeny galambgomba
A törékeny galambgomba (Russula fragilis) a galambgombafélék családjába tartozó, Eurázsiában és Észak-Amerikában elterjedt, lomberdőkben élő, nem ehető gombafaj.

## Megjelenése
A törékeny galambgomba kalapja 2-5 (7) cm széles, alakja fiatalon domború, majd laposan, középen bemélyedően kiterül. Színe világos- vagy sötétibolyás, vöröses, esetleg idősen zöldes árnyalattal. A közepe sötétebb, barnásfeketés is lehet. Felülete idősen matt. Széle röviden bordás.
Húsa fehér, törékeny. Szaga kissé gyümölcsös, íze égetően csípős.
Lemezei tönkhöz nőttek. Színük fiatalon fehér, később krémszínű. Élük nagyon finoman fogazott. 
Tönkje 2-6 cm magas és 0,5-1 cm vastag. Alakja hengeres, tövénél kissé megvastagodott. Színe fehér, tövénél sárgás lehet. Igen törékeny. 
Spórapora fehér. Spórája majdnem gömb alakú, felszíne hálózatos gerincek által összekötött tüskékkel díszített, mérete 7,5-9 x 6-8 µm.   

### Hasonló fajok
A deres galambgomba, a ráncos galambgomba, a papagáj-galambgomba, a jodoformszagú galambgomba vagy más galambgombák hasonlíthatnak hozzá.  

## Elterjedése és termőhelye
Eurázsiában és Észak-Amerikában honos. Magyarországon gyakori. 
Lomberdőkben (gyakran tölgy alatt), ritkán fenyvesekben fordul elő, általában nedves, árnyákos élőhelyen. Júniustól decemberig terem.  

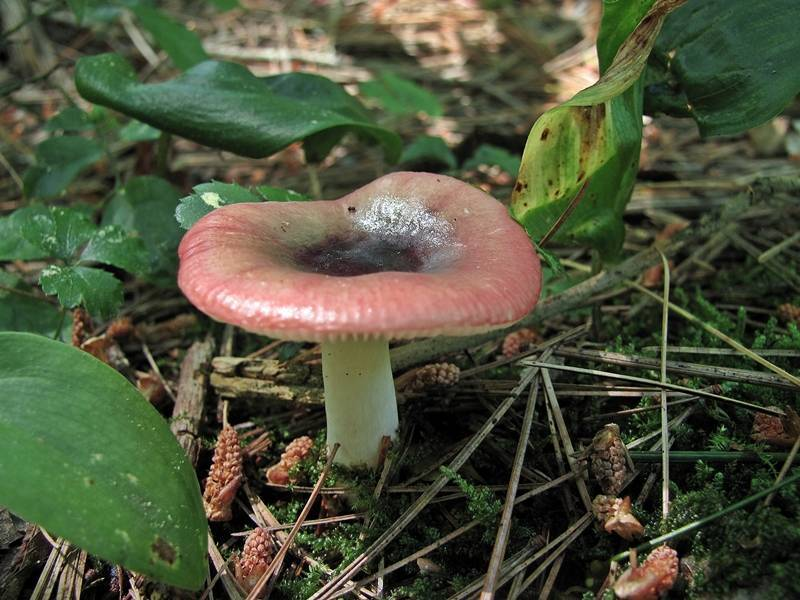
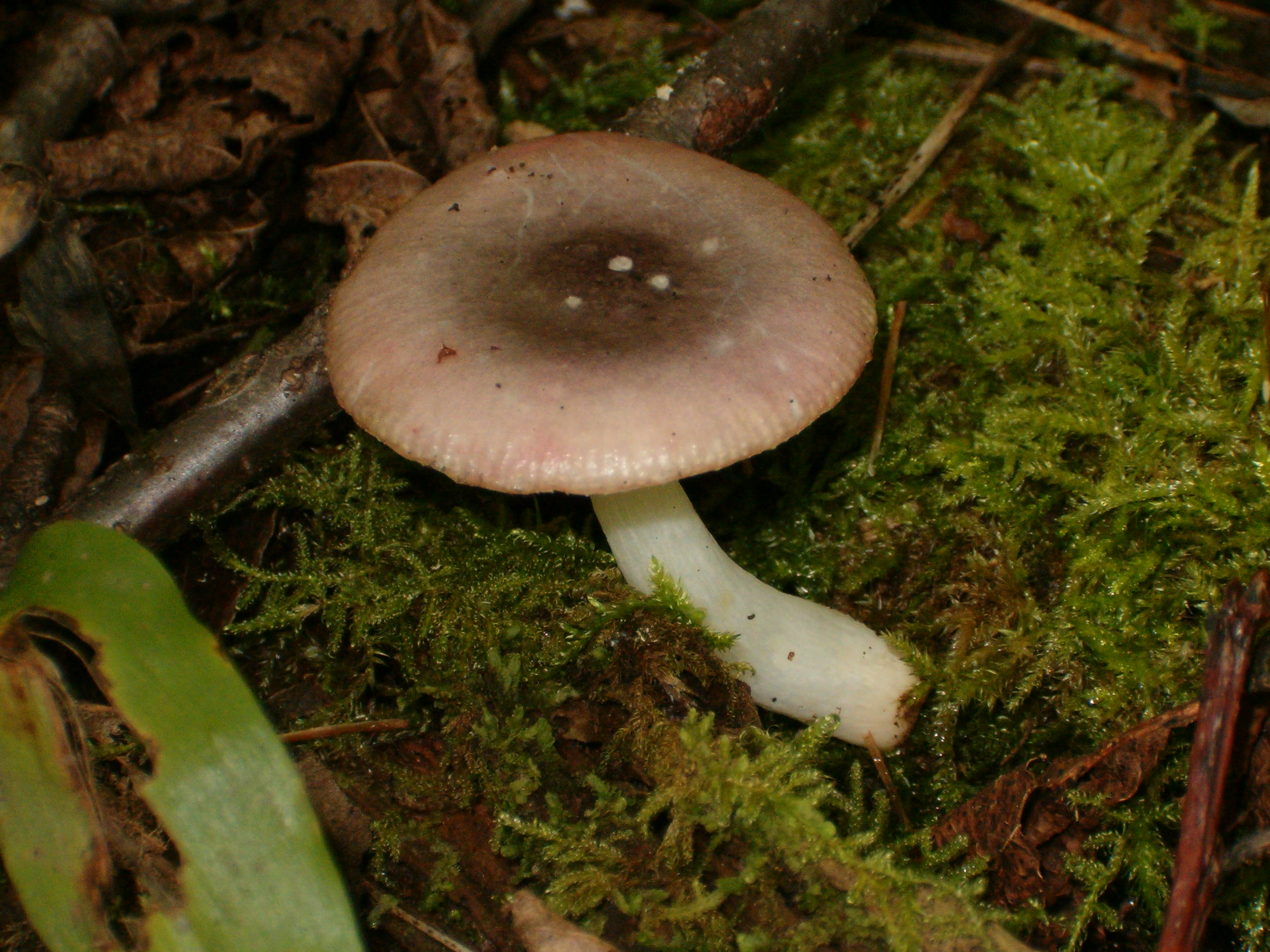
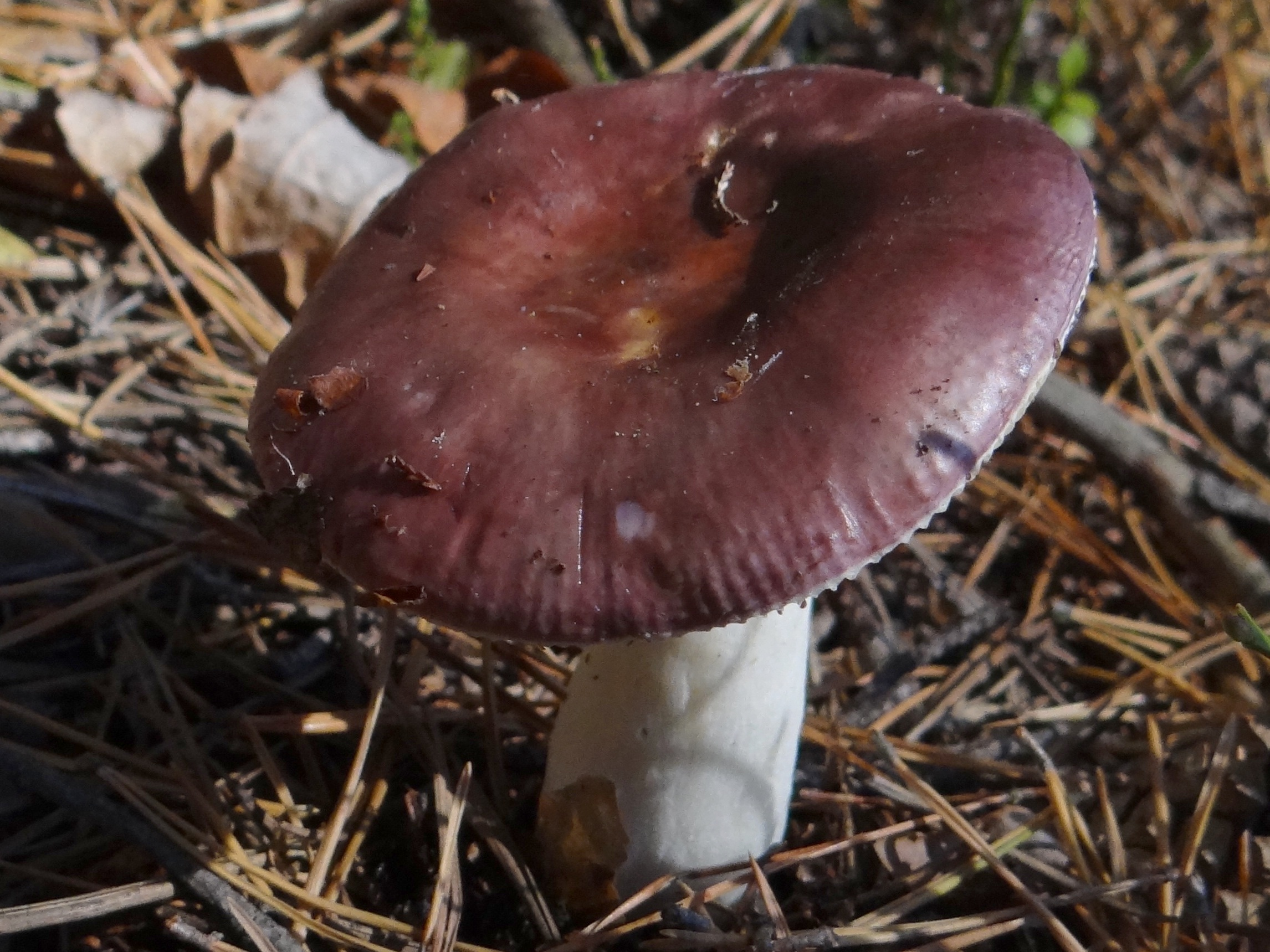
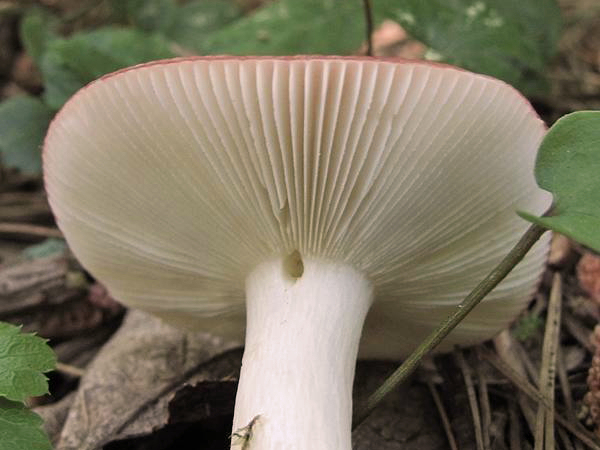
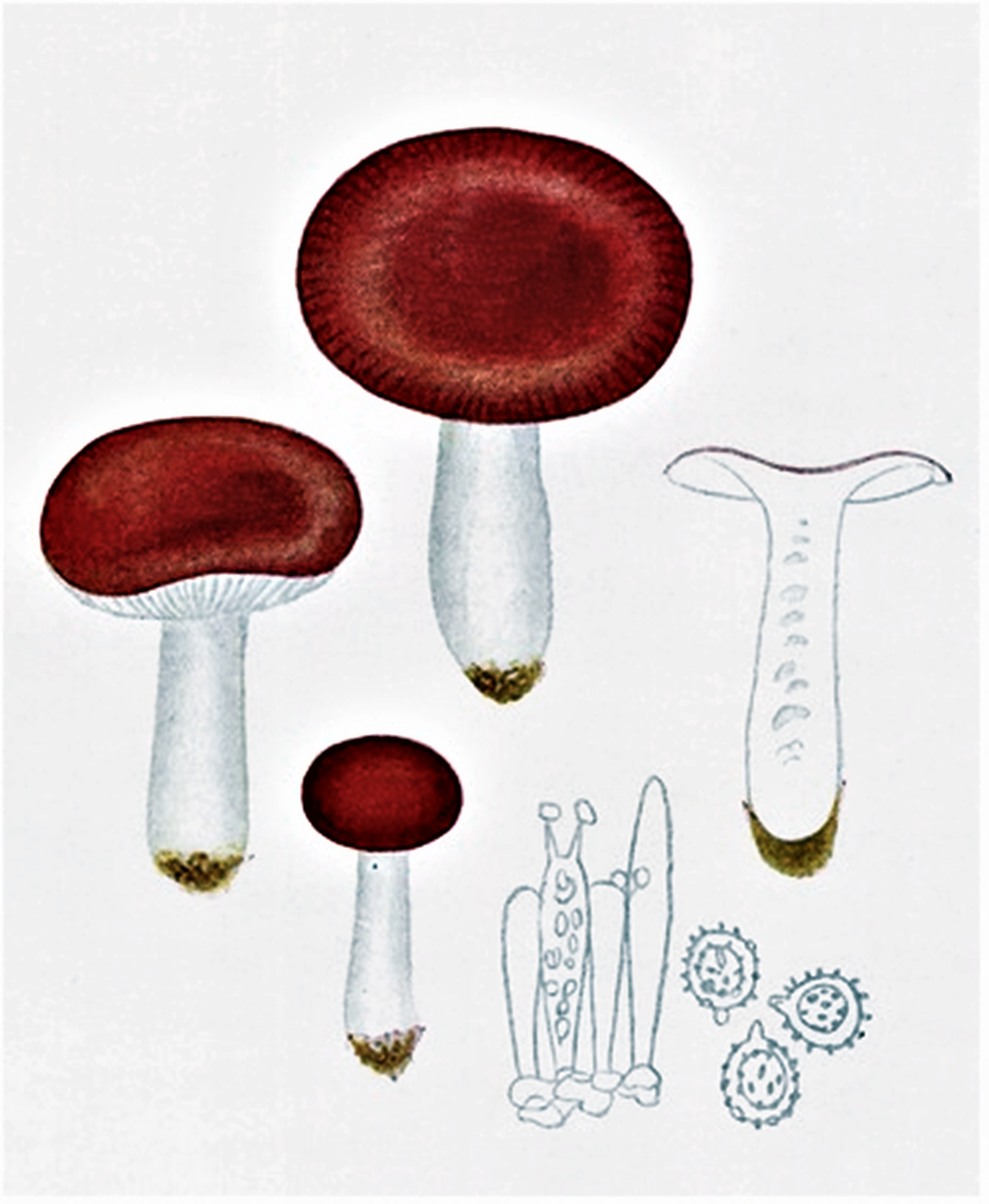

Nem ehető.